# Marco Beltrami
Marco Beltrami (* 7. října 1966) je americký hudební skladatel. Absolvoval Brownovu univerzitu, USC Thornton School of Music a USC Thornton School of Music, kde získal hudební vzdělání. Jeho učitelem byl hudební skladatel Jerry Goldsmith.
Složil hudbu pro řadu filmů, jako například pro hororovou sérii Vřískot, Terminátor 3: Vzpoura strojů či 3:10 Vlak do Yumy.